# Psychoda dentata
Psychoda dentata är en tvåvingeart som beskrevs av Tonnoir 1939. Psychoda dentata ingår i släktet Psychoda och familjen fjärilsmyggor. Inga underarter finns listade i Catalogue of Life.